# Aérodrome de Nome
L'aérodrome de Nome, code IATA : OME • code OACI : PAOM • code FAA : OME, est un aéroport public à usage public situé à deux   milles marins (4   km ) à l'ouest du quartier central des affaires de Nome, une ville de la zone de recensement de Nome dans l'état américain de l'Alaska.  

### Passager

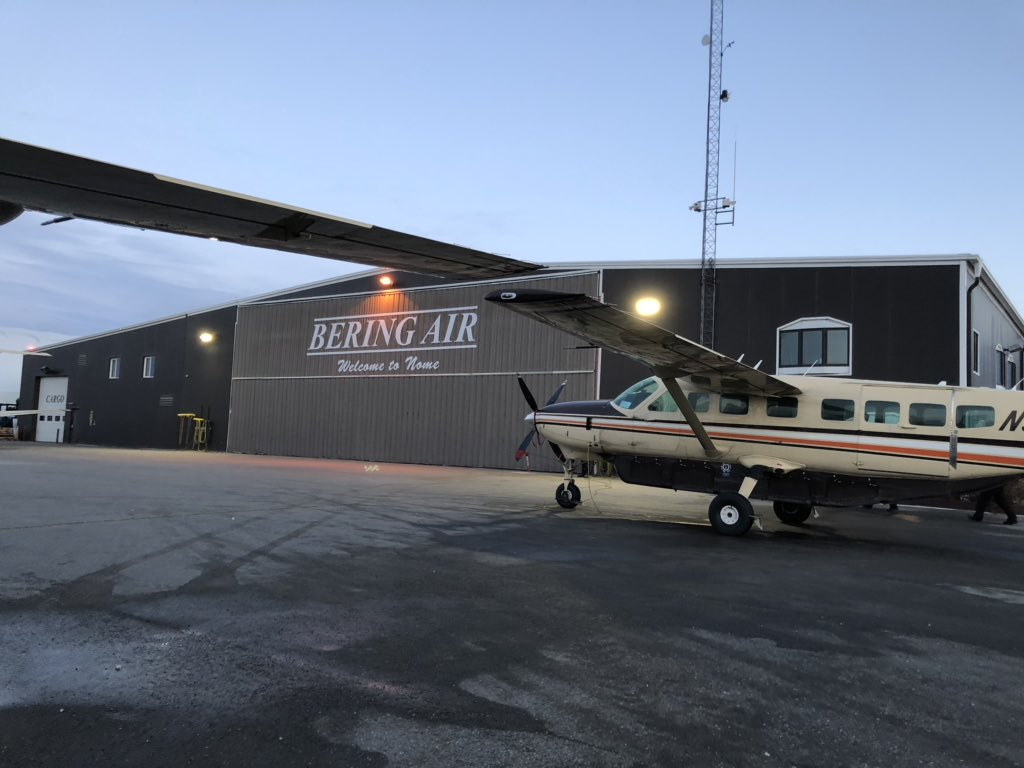
Aéroport de Nome

## Situation
| Anchorage Aniak Bethel Deadhorse Dillingham Fairbanks Galena Homer Juneau Kenai Ketchikan King Salmon Klawock Kodiak Kotzebue Lake Hood Cordova Merrill Nome Petersbourg Red Dog Sitka St. Mary's Teller Unalakleet Unalaska Valdez Wiley Post Wrangell Yakutat |